# Gedenkkugel Ravensbrück

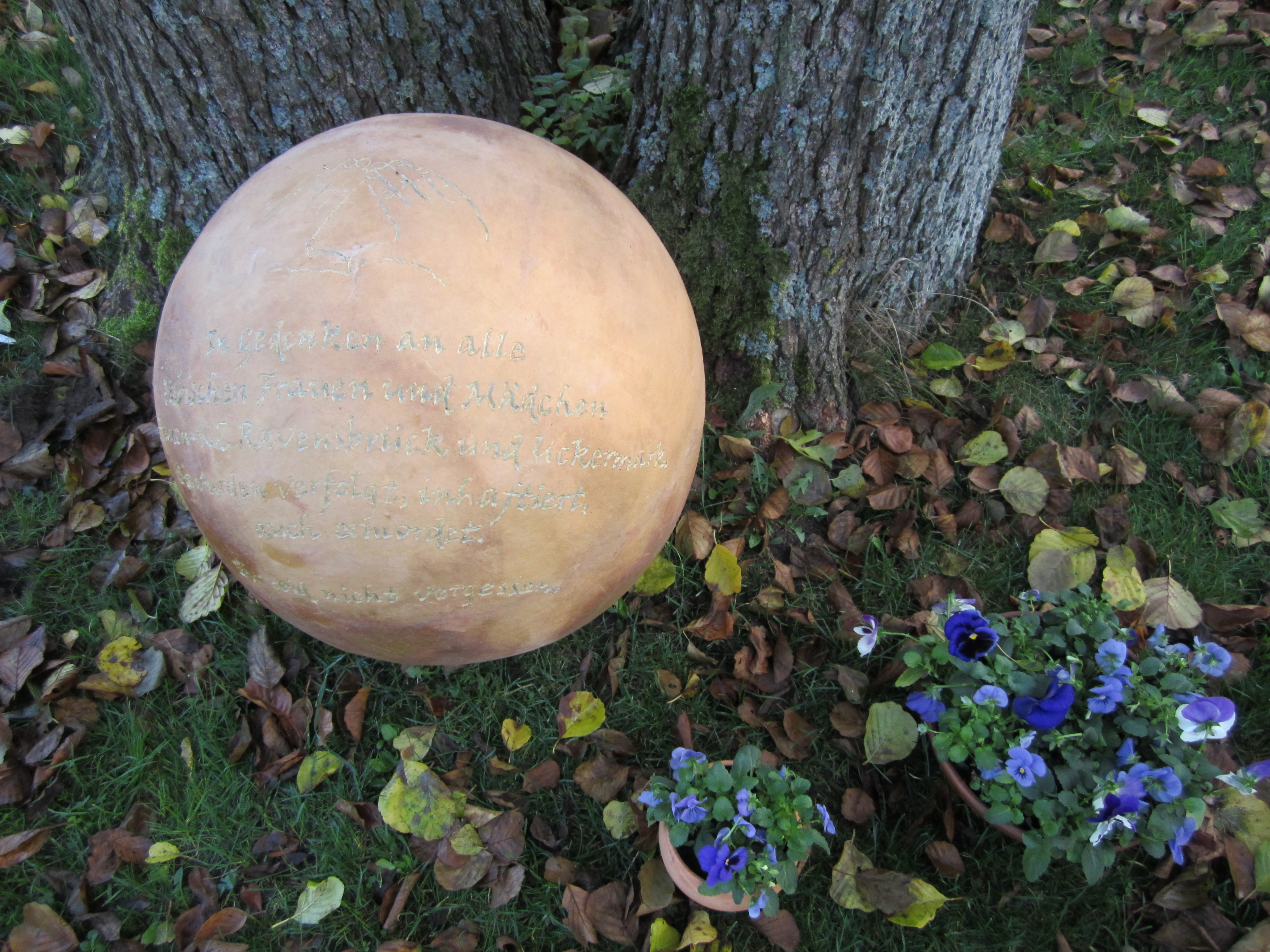
Gedenkkugel 2022

Die Gedenkkugel für die verfolgten und ermordeten lesbischen Frauen und Mädchen im ehemaligen Frauenkonzentrationslager Ravensbrück und Uckermark, kurz Gedenkkugel Ravensbrück genannt, ist ein Gedenkzeichen in Form einer Tonkugel, das im Jahr 2022 dauerhaft in die Mahn- und Gedenkstätte Ravensbrück eingebracht wurde. Seit Mitte der 1990er-Jahre organisierten Aktivistinnen aus Deutschland und Österreich vor Ort Gedenkfeiern, um an lesbische Frauen und Mädchen zu erinnern, die zur Zeit des Nationalsozialismus im Frauenkonzentrationslager Ravensbrück und im Jugendkonzentrationslager für Mädchen und junge Frauen Uckermark verfolgt, inhaftiert, auch ermordet wurden. Im Jahr 2015 brachten sie erstmals eine Gedenkkugel an den „Neuen Gedenkort“ der Gedenkstätte ein. Die Gedenkkugel ist das bisher einzige Gedenkzeichen, das an lesbische KZ-Häftlinge am Ort ihres Leidens erinnert.

## Beschreibung und Lage
Die Gedenkkugel befindet sich in der Mahn- und Gedenkstätte Ravensbrück (MGR), die in unmittelbarer Nähe der Stadt Fürstenberg/Havel im Norden Brandenburgs liegt. Während des 77. Jahrestages zur Befreiung des KZ Ravensbrück wurde das Gedenkzeichen von der Initiative Autonome feministische Frauen und Lesben aus Deutschland und Österreich am 1. Mai 2022 offiziell am „Neuen Gedenkort“ der MGR eingeweiht. Der „Neue Gedenkort“ befindet sich neben der „Mauer der Nationen“ in einem leicht abgegrenzten Areal. Die Außenseite der etwa vier Meter hohen Lagermauer, an der zahlreiche Gedenktafeln angebracht sind, bildet zusammen mit dem davor liegenden, mit Gras und Bäumen bewachsenen Bereich den „Neuen Gedenkort“. Von dort blickt man auf den Schwedtsee, an dessen Ufer die Bronzeskulptur „Die Tragende“ von Will Lammert aufragt. Von diesem Standort aus ist die Stadt Fürstenberg mit dem Blick über den See gut zu sehen.
Die Künstlerin Petra Abel fertigte das Gedenkzeichen in Form einer Kugel mit einem Durchmesser von etwa 80 cm an. Die Kugel besteht aus rotem gebrannten Ton, in den eine handschriftliche Inschrift als Vertiefung eingearbeitet und mit weißer Glasur hervorgehoben wurde. Die Inschrift lautet: „In Gedenken aller lesbischen Frauen und Mädchen im Frauen-KZ Ravensbrück und Uckermark. Sie wurden verfolgt, inhaftiert, auch ermordet. Ihr seid nicht vergessen.“ Oberhalb dieser Inschrift sind Hände abgebildet, deren gespreizte Daumen und Zeigefinger sich berühren und ein Dreieck bilden. Die Gedenkkugel ist das erste und bisher einzige Gedenkzeichen, das an lesbische KZ-Häftlinge am Ort ihres Leidens erinnert.

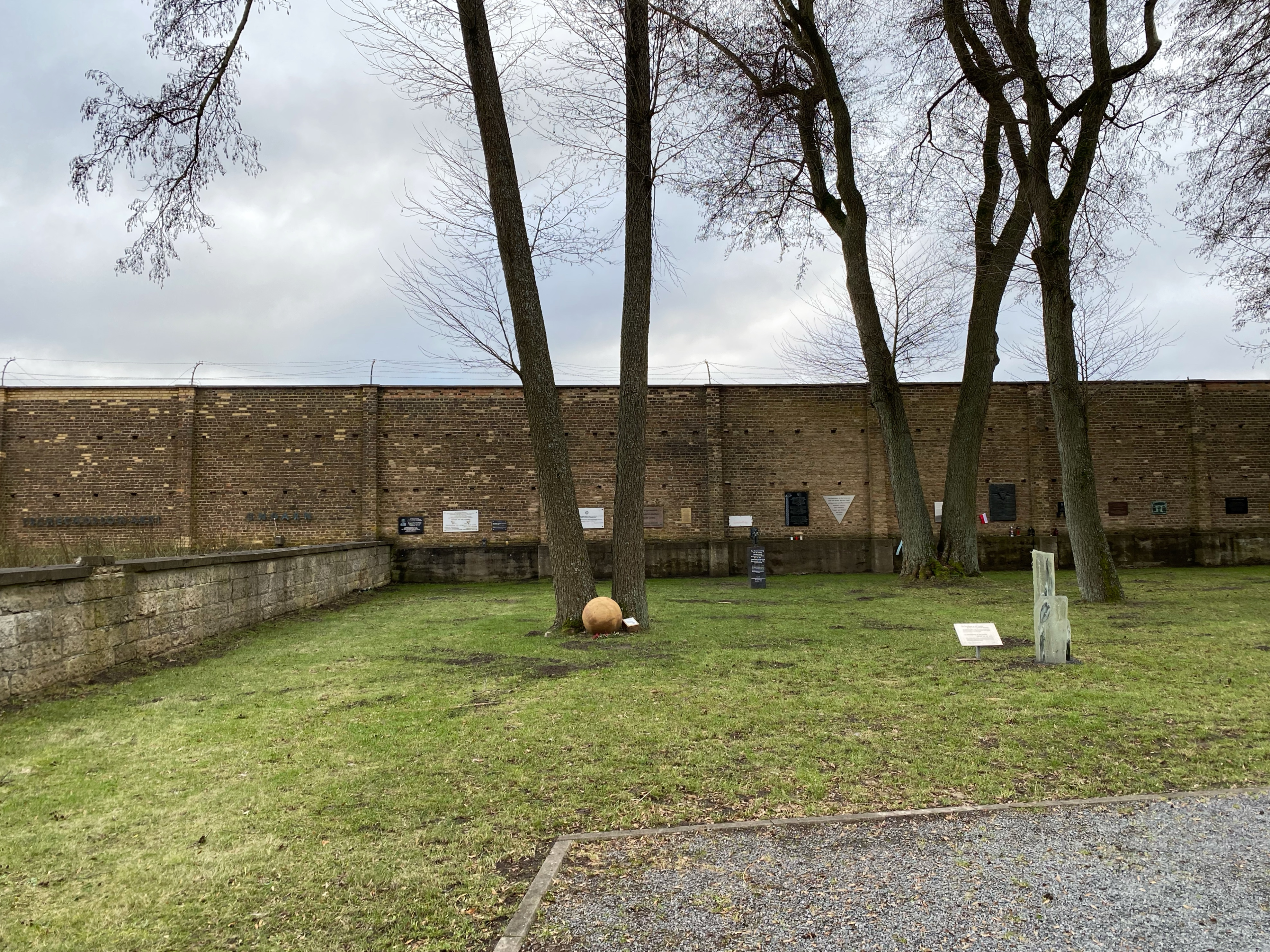
Blick auf den „Neuen Gedenkort“ der Mahn- und Gedenkstätte Ravensbrück.
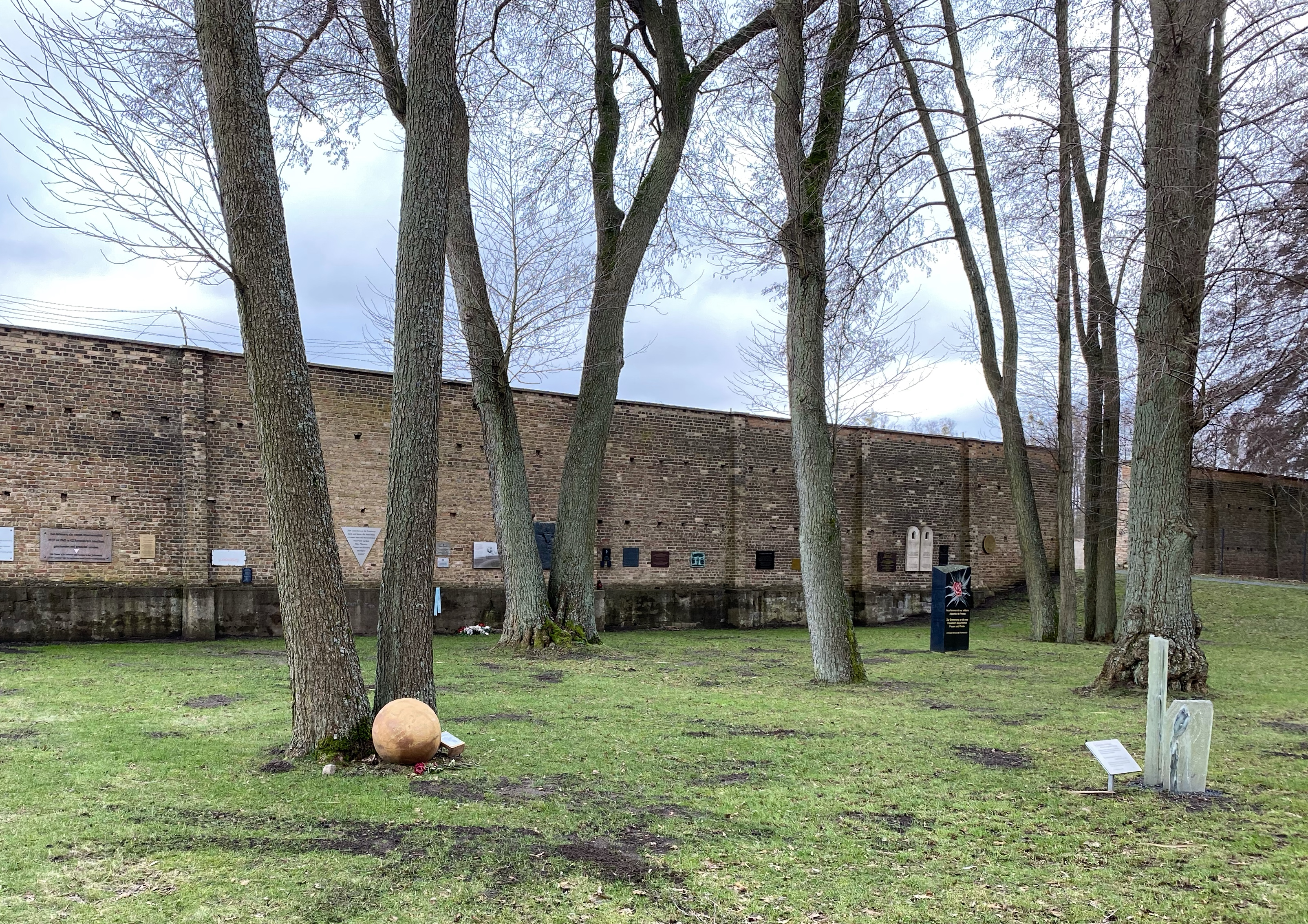
Der „Neue Gedenkort“ mit einem Eingang in das Lagergelände.
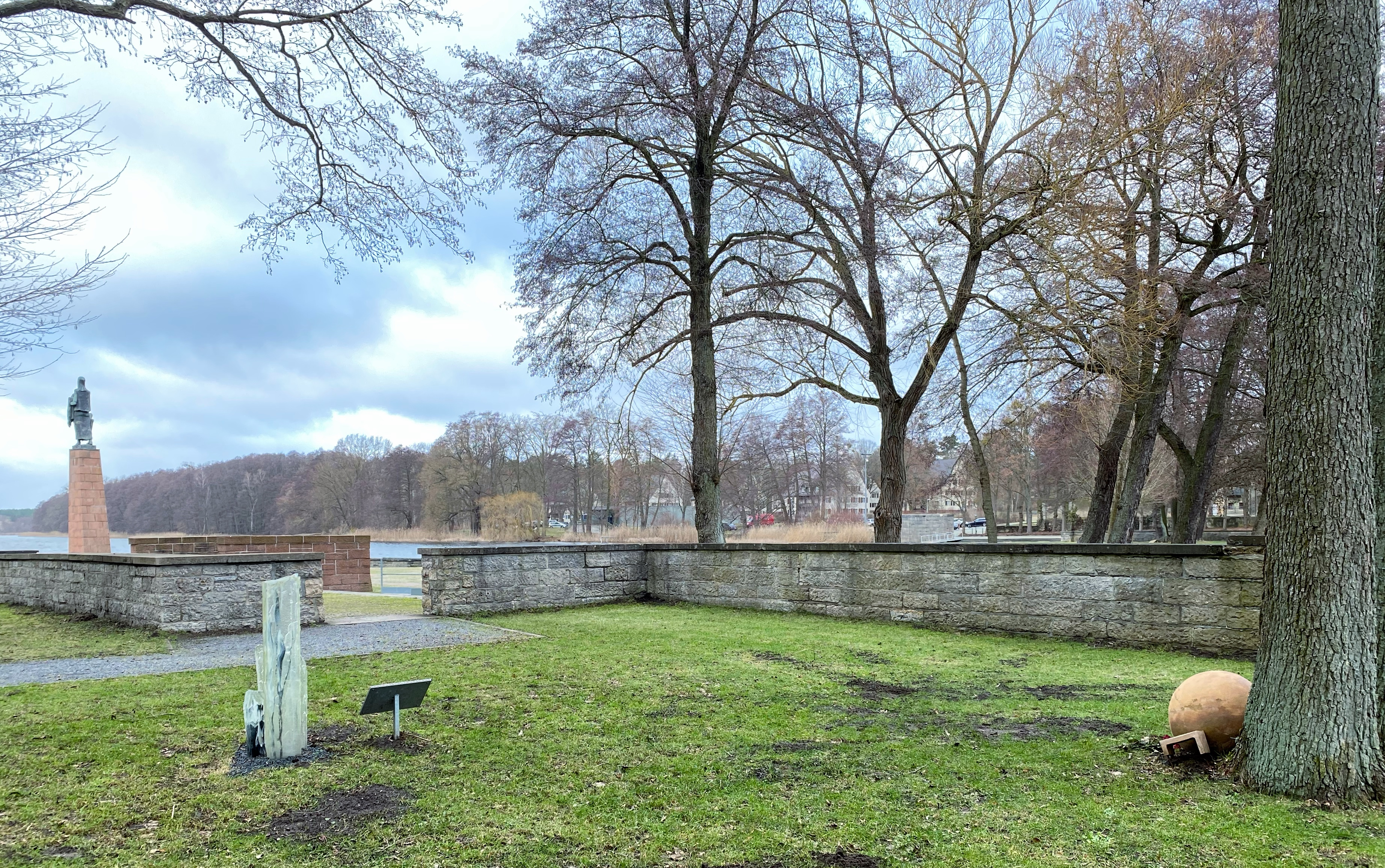
Vom „Neuen Gedenkort“ sind der Schwedtsee und die Skulptur Die Tragende zu sehen.
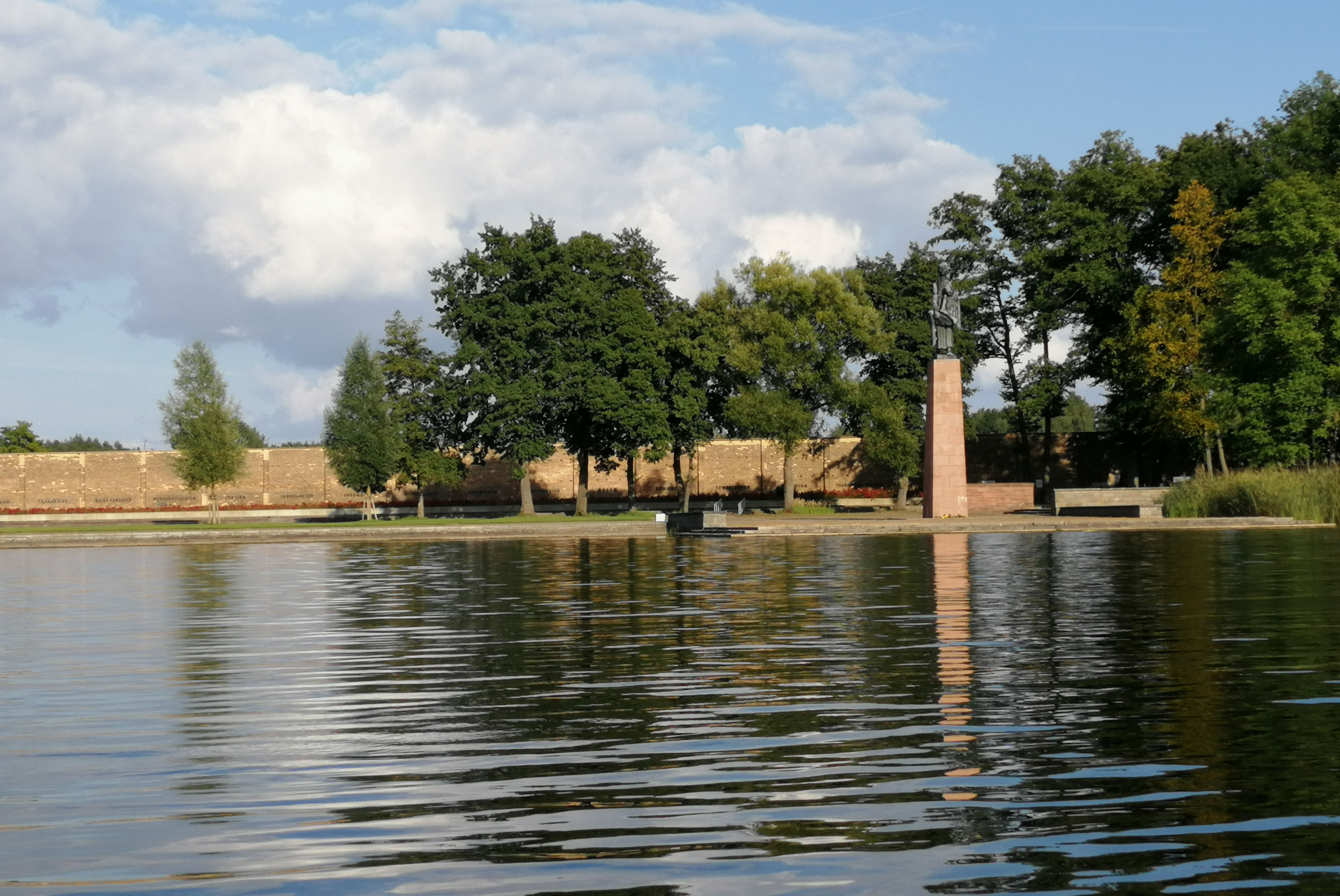
Blick vom Schwedtsee auf die Mahn- und Gedenkstätte Ravensbrück.

## Historischer Hintergrund

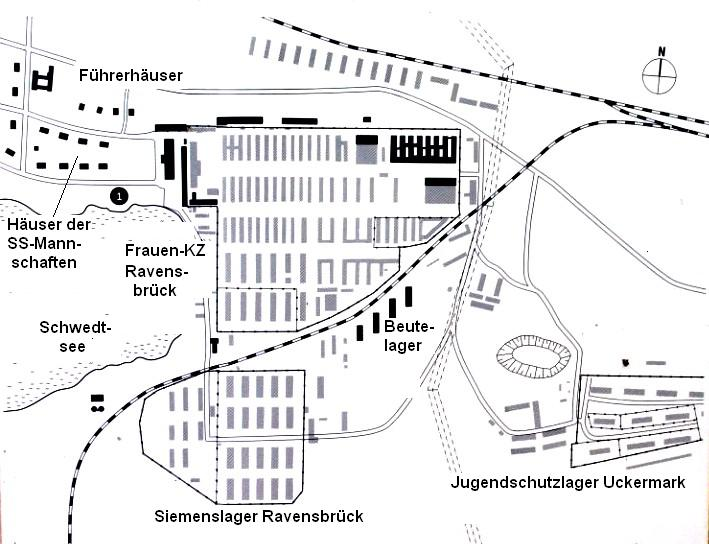
Karte des Lagerkomplexes Ravensbrück mit dem KZ Uckermark als sogenanntes Jugendschutzlager

Im Frauenkonzentrationslager Ravensbrück, dem größten Konzentrationslager für Frauen im Dritten Reich, waren schätzungsweise 132.000 Frauen inhaftiert, darunter auch lesbische Frauen. Seit den 1980er-Jahren gibt es Bemühungen von Lesbengruppen und -organisationen, Historikerinnen und Aktivistinnen, einen Gedenkort in der Mahn- und Gedenkstätte Ravensbrück zu schaffen, um an die lesbischen Frauen zu erinnern, die im Frauenkonzentrationslager Ravensbrück und im Jugendkonzentrationslager für Mädchen und junge Frauen Uckermark verfolgt und ermordet wurden.
Bereits zu DDR-Zeiten gedachte die Ostberliner Gruppe Lesben in der Kirche öffentlich der lesbischen Opfer des Nationalsozialismus, als sie am 8. März 1984, dem Internationalen Frauentag, zur Gedenkstätte Ravensbrück reisten. Sie legten einen Kranz mit der Aufschrift: „zum Gedenken an die Frauen des ehemaligen Konzentrationslagers Ravensbrück, insbesondere an unsere lesbischen Schwestern“ nieder und verfassten Gästebucheinträge, die kurze Zeit später wieder entfernt wurden. Trotz ihrer Bemühungen, die Öffentlichkeit für ihre Themen herzustellen, wurden sie kriminalisiert. Alle aktiv Beteiligten waren der Überwachung und Repression durch die Stasi ausgesetzt, die die Gruppe als „terroristische Organisation“ einstufte.
Verschiedene Historikerinnen haben in den letzten Jahren belegt, dass lesbische Frauen aus vielfältigen Gründen der Verfolgung ausgesetzt waren. Zwar wurde im Unterschied zu Österreich weibliche Homosexualität in Deutschland nicht wie männliche Homosexualität nach § 175 des Reichsstrafgesetzbuchs kriminalisiert. Dennoch wurden lesbische Frauen zwangsweise in psychiatrische Einrichtungen eingewiesen oder als sogenannte Asoziale, Prostituierte, Kriminelle oder wegen anderer Verstöße verhaftet und verfolgt. Es gab unter den Gefangenen aller Häftlingsgruppen auch lesbische Frauen beziehungsweise lesbische Handlungen, die bei den Mitgefangenen oft auf Ablehnung stießen und von der Lagerleitung bei Entdeckung geahndet wurden.
Die erste Historikerin, die sich mit der Verfolgung lesbischer Frauen im Nationalsozialismus beschäftigte, war Claudia Schoppmann. Ende der 1980er-Jahre veröffentlichte sie die bisher einzige Monografie zum Thema unter dem Titel: Nationalsozialistische Sexualpolitik und weibliche Homosexualität, die durch ein Stipendium des Hamburger Instituts für Sozialforschung gefördert wurde. Sie ist aufgrund ihrer Forschungsarbeiten als Pionierin der Lesbenforschung in Deutschland anerkannt. Während des 40. Jahrestages der Befreiung im Jahr 1995 in der Mahn- und Gedenkstätte Ravensbrück formierte sich eine Gruppe von feministischen Forscherinnen, die sich mit der spezifischen Frauengeschichte in den Konzentrationslagern auseinandersetzten und auf den grundlegenden Forschungen von Claudia Schoppmann aufbauten. Die Soziologin Christa Schikorra konnte dort ein Interview mit Irene Miller aufnehmen, einer der wenigen lesbischen Überlebenden des KZ Ravensbrück, die darüber Zeugnis ablegte.

## Geschichte der Gedenkkugel
Bereits Mitte der 1990er-Jahre hatten autonom agierende Frauen- und Lesben-Gruppen mit jährlichen Besuchen in Ravensbrück begonnen, um verschiedene Aktionen durchzuführen, wie beispielsweise den Widerstand gegen den Bau einer Umgehungsstraße, die durch den Gedenkort Uckermark führen sollte. Dabei war es ihnen wichtig, die Geschichte des Jugend-KZ Uckermark sichtbar zu machen und eine Verbindung zur Initiative für ein Gedenken an die lesbischen Frauen herzustellen.
Im Unterschied zu den Gedenkzeichen, die in KZ-Gedenkstätten in Deutschland und Österreich homosexuellen Opfern beider Geschlechter gewidmet sind, wurde 2013 an der Lagermauer der Mahn- und Gedenkstätte des Frauenkonzentrationslagers Ravensbrück eine Gedenktafel angebracht, die allein homosexuellen Männern gewidmet ist mit der Inschrift: „Den Männern, die wegen Homosexualität 1939 bis 1945 im KZ Ravensbrück inhaftiert, geschunden und ermordet wurden.“
Aktivistinnen gründeten die Initiative Autonome Feministische Frauen und Lesben aus Deutschland und Österreich mit dem Ziel, Sichtbarkeit für die lesbischen Frauen und Mädchen zu schaffen, die während des Zweiten Weltkriegs in den Konzentrationslagern Ravensbrück und Uckermark inhaftiert waren. Im Jahr 2014 fand das erste Gedenken als Initiative im Rahmen des 70. Jahrestages der Befreiung des KZ Ravensbrück statt. Dabei wurden Blumen am Ufer des Schwedtsees niedergelegt und eine Schweigeminute abgehalten. Im Besucherzentrum der Gedenkstätte fand daraufhin ein offenes Treffen statt, bei dem Zitate von Frauen verlesen wurden, deren Spuren Claudia Schoppmann veröffentlicht hatte. Es entstand die Idee, für das Jahr 2015 ein sichtbares Gedenkzeichen zu organisieren. Am 19. April 2015, dem 70. Jahrestag der Befreiung des KZ Ravensbrück, wurde die Gedenkkugel mit der Inschrift „In Gedenken an die verfolgten und ermordeten lesbischen Frauen und Mädchen. Ihr seid nicht vergessen.“ im „Neuen Gedenkort“ der Gedenkstätte niedergelegt.

### Auseinandersetzungen um das Gedenkzeichen

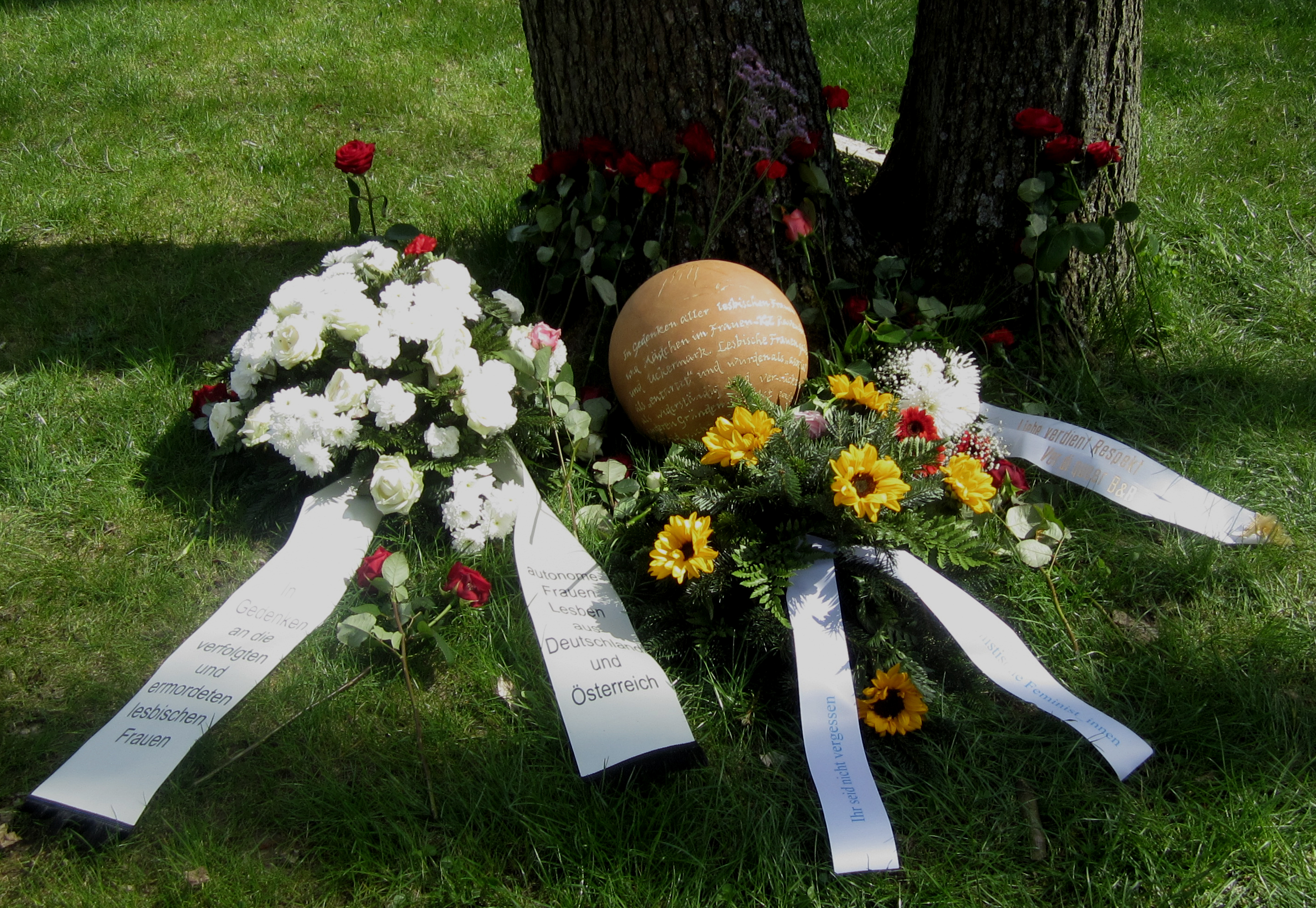
Gedenkkugel während der Befreiungsfeier 2018

Im Mai 2016 wurde das Gedenkzeichen auf Verlangen der Stiftung Brandenburgische Gedenkstätten von der Leitung der Mahn- und Gedenkstätte Ravensbrück entfernt mit der Begründung, dass die Stiftungsgremien über die Verlegung neuer Gedenkzeichen vorab entscheiden müssen. Die Initiative wurde daraufhin aufgefordert, einen offiziellen Antrag zu stellen, was im Oktober 2016 erfolgte. Dem Antrag war eine Liste von Unterstützenden beigefügt, die sich ebenfalls für das Gedenkzeichen aussprachen. Zusätzlich gab es ein Schreiben des Internationalen Ravensbrück Komitees (IRK) an den Leiter der Stiftung Brandenburgische Gedenkstätten, um zu verdeutlichen, dass sie den Antrag unterstützen.
Der Internationale Beirat der Brandenburgischen Gedenkstätten-Stiftung lehnte diesen Antrag im Dezember 2016 mit der Begründung ab, es habe während der Prüfung des Antrags „kontroverse Diskussionen“ gegeben. Der Historiker Alexander Zinn, der von 2008 bis 2023 Mitglied des Beirates war, sprach sich vehement gegen den Antrag aus. Er argumentierte, Lesben seien keiner strafrechtlichen Verfolgung durch das NS-Regime ausgesetzt gewesen, da § 175 RStGB nur für homosexuelle Männer galt: „Ein Denkmal für lesbische Frauen, ja, aber nur, wenn man eine Inschrift hat, die keine Verfolgung unterstellt.“
Nachdem die erste Antragsstellung im Jahr 2016 nicht erfolgreich war, reichte die Initiative zu jeder Beiratssitzung, die zweimal jährlich stattfand, neue Anträge ein. Innerhalb von fünf Jahren lehnte der Beirat jeden Antrag ab und bestand darauf, dass die historische Forschung die Behauptung, dass die Nationalsozialisten Lesben verfolgten, nicht bestätigte.
Im April 2017 fand aufgrund der kontroversen Diskussionen um ein öffentliches Gedenken ein Symposium zum Thema Identitätspolitik und Gedenken: Schwul-Lesbische Erinnerungskulturen in der Diskussion in der Mahn- und Gedenkstätte Ravensbrück statt. Im Oktober 2017 organisierte die Initiative Veranstaltungen während der European Lesbian* Conference in Wien, um international auf die Situation aufmerksam zu machen. Seit 2017 wird die erste Gedenkkugel in den Ausstellungsräumen des Schwulen Museums präsentiert, begleitet von einer Pressemeldung, in der gegen die Entscheidung der Stiftung und des LSVD protestiert wird, Alexander Zinn als expliziten Gegner des lesbischen Gedenkens in den Stiftungsrat zu entsenden.
Die Initiative Autonome feministische Frauen und Lesben aus Deutschland und Österreich und das Bündnis der Initiativen zur Unterstützung der Gedenkkugel für die verfolgten und ermordeten lesbischen Frauen und Mädchen im ehemaligen Frauenkonzentrationslager Ravensbrück und Uckermark, reichten gemeinsam mit anderen queeren Gruppen und Initiativen am 1. Oktober 2020 einen Antrag bei der Stiftung Brandenburgische Gedenkstätten ein.
Im April 2021 führten Mitglieder der Lagergemeinschaft Ravensbrück Freundeskreis, die die Initiative von Anfang an unterstützten, im Rahmen der Befreiungsfeier eine Gedenkveranstaltung auf dem Gelände des ehemaligen Konzentrationslagers Ravensbrück durch, um an die dort inhaftierten, gefolterten und ermordeten lesbischen Frauen zu erinnern. Im selben Jahr stimmte der Fachbeirat der Gedenkstätte für den Antrag, der zuletzt von verschiedenen Organisationen als Mitstifterinnen gestellt wurde. Vorausgegangen war ein Gutachten des Historikers Martin Lücke mit dem Titel: „Die Verfolgung lesbischer Frauen im Nationalsozialismus. Forschungsdebatten zu Gedenkinitiativen am Beispiel des Frauen-Konzentrationslagers Ravensbrück“, das von der Stiftung Brandenburgische Gedenkstätten und der Bundesstiftung Magnus Hirschfeld in Auftrag gegeben worden war.

### Einweihung des Gedenkzeichens
Im Rahmen des 77. Jahrestages zur Befreiung des KZ Ravensbrück wurde erstmals offiziell der lesbischen Opfer gedacht. Am 1. Mai 2022 erfolgte die Einweihung der Gedenkkugel am „Neuen Gedenkort“ in der Mahn- und Gedenkstätte Ravensbrück. Von Mai bis Oktober 2022 war ein Interims-Gedenkzeichen in Form einer Glasscheibe zu sehen, da die vorgesehene Kugel beim Brennen zerbrochen war.
Während der Befreiungsfeier war die Ausstellung „Wege zum Gedenken und Erinnern an lesbische Frauen im KZ Ravensbrück“ in der ehemaligen Schneiderei der Mahn- und Gedenkstätte Ravensbrück zu sehen.

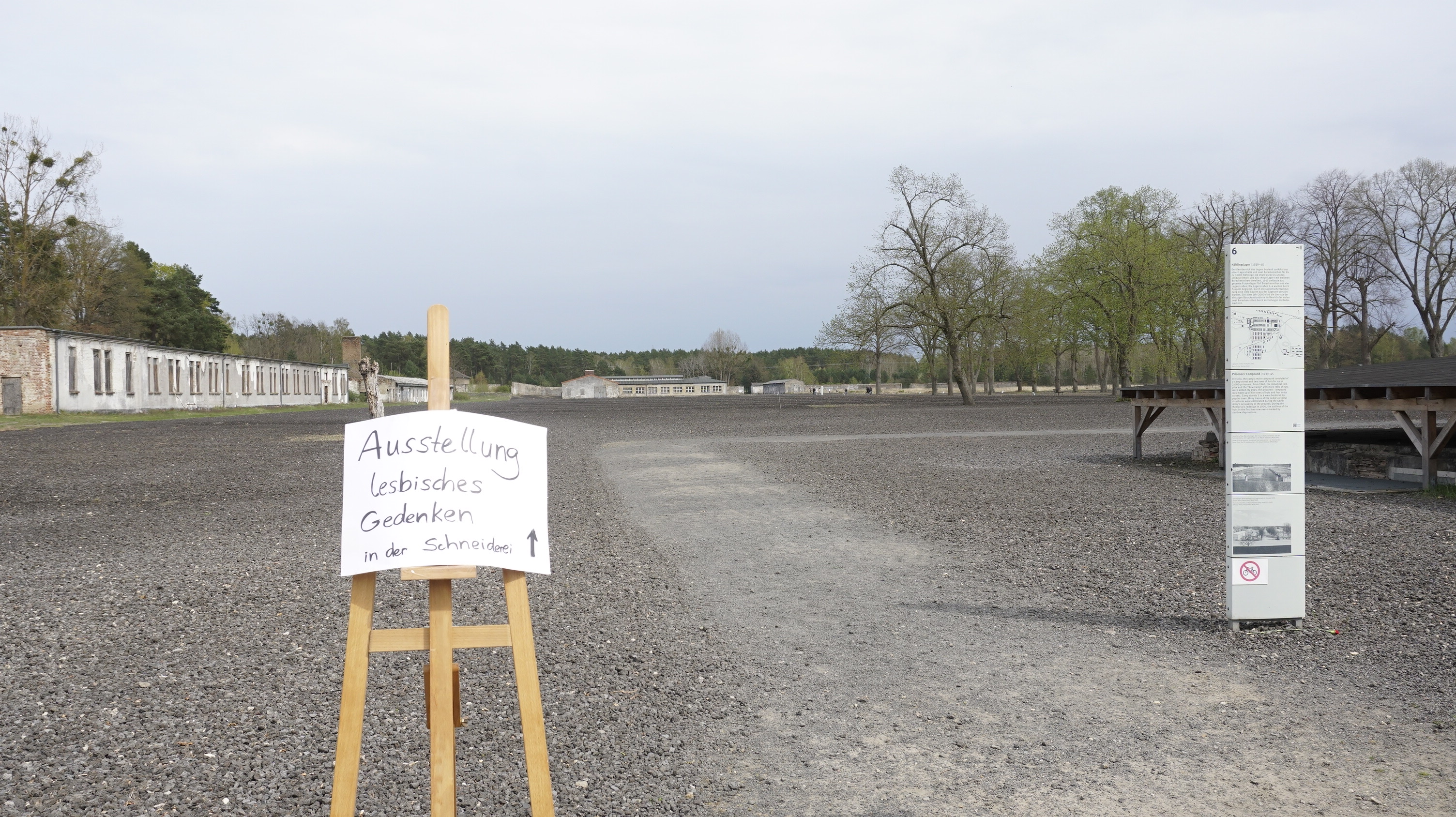
Wegweiser zur Ausstellung auf dem MGR Gelände mit der ehemaligen Schneiderei im Hintergrund
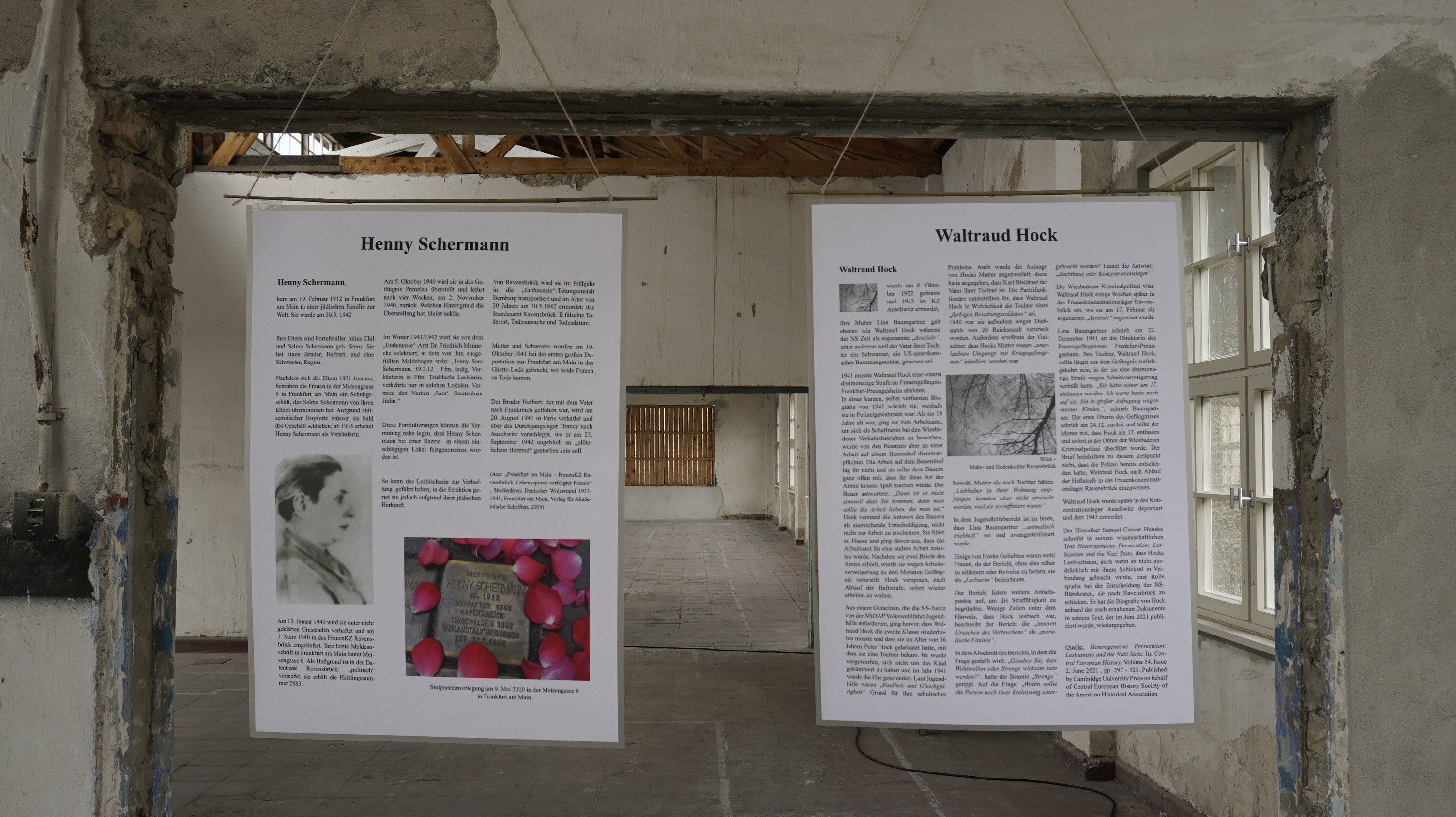
Ausstellungstafeln
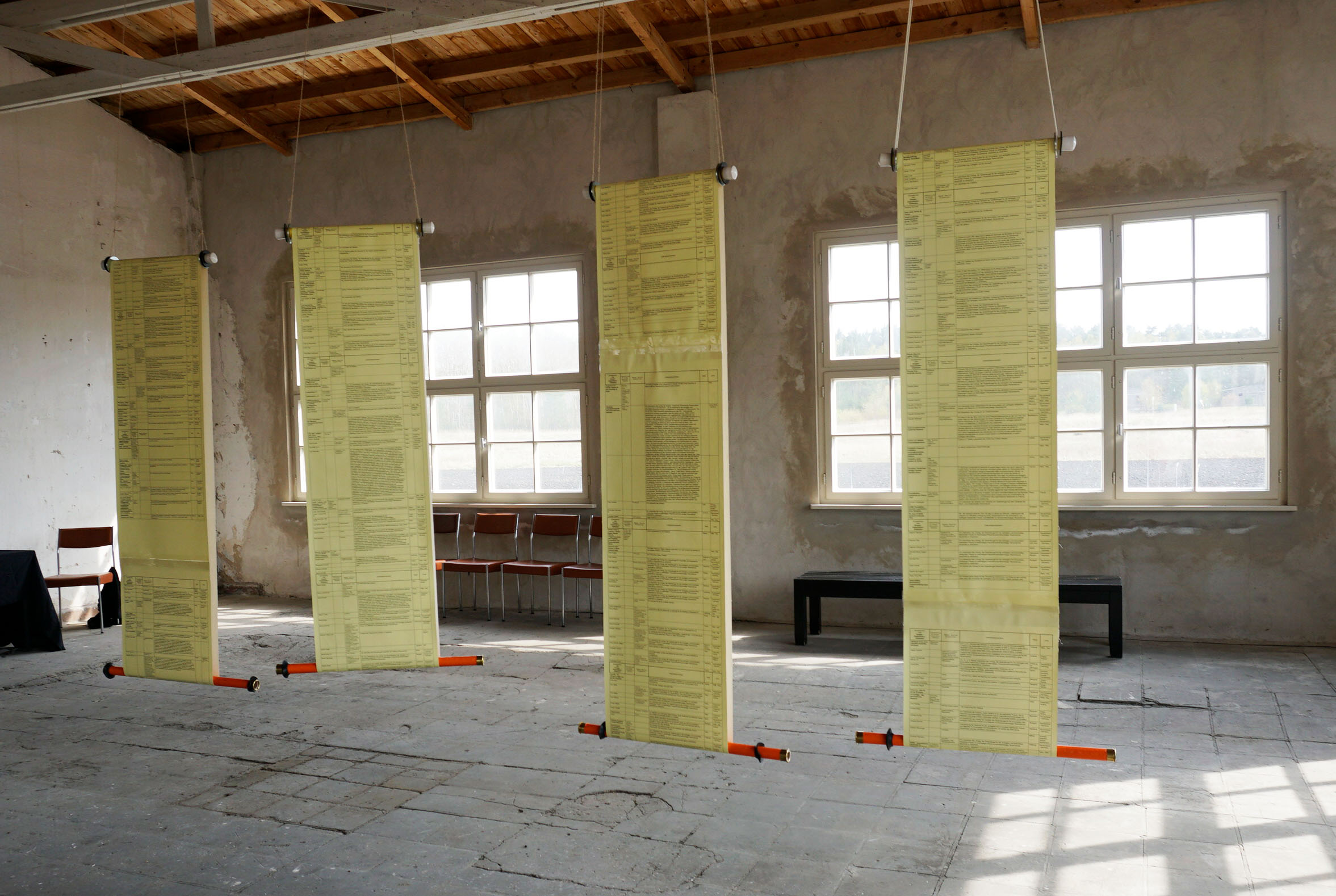
Liste von Unterstützenden in der Ausstellung
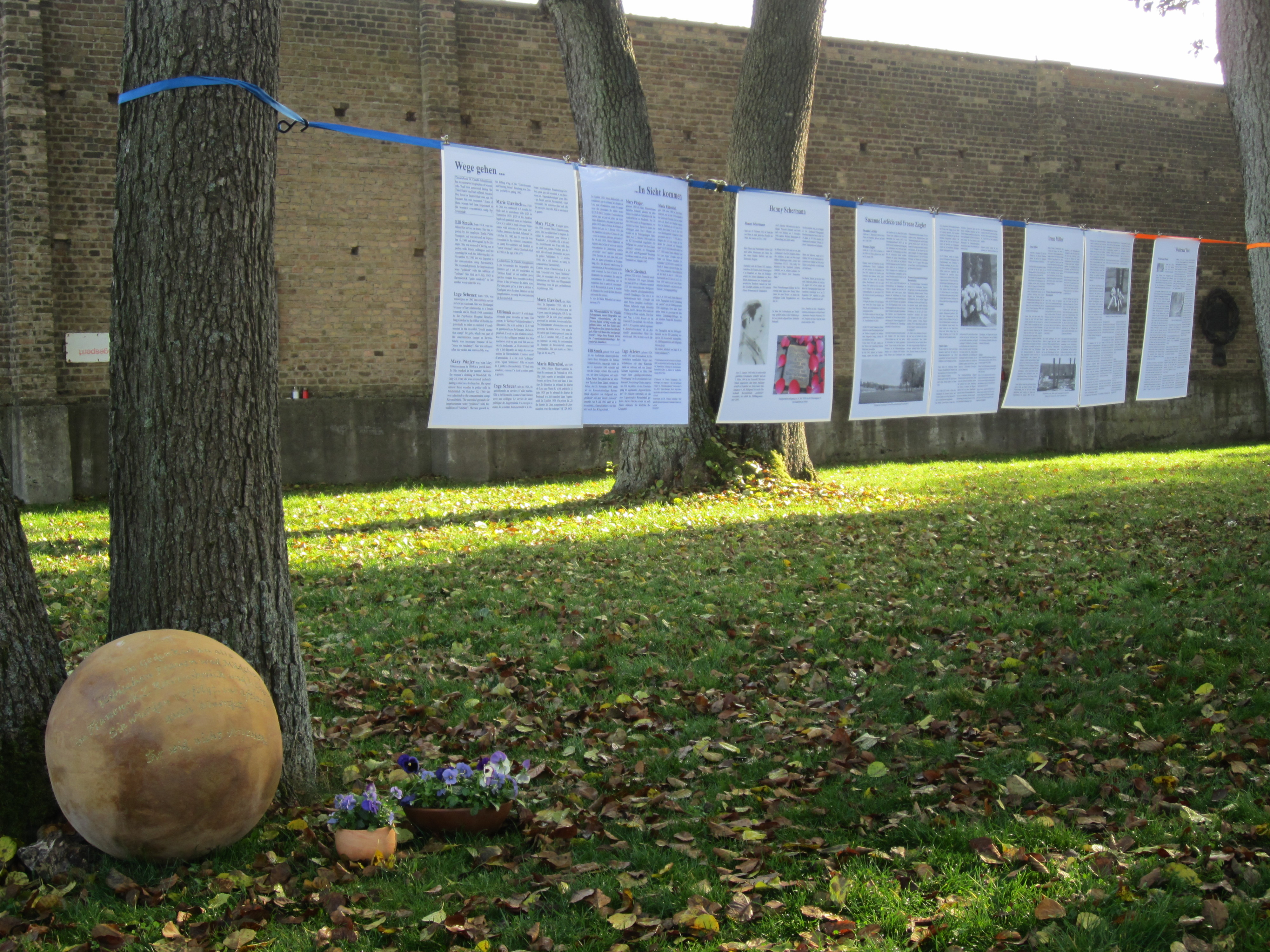
Biografietafeln der Ausstellung zur Einbringung der Gedenkkugel im Oktober 2022
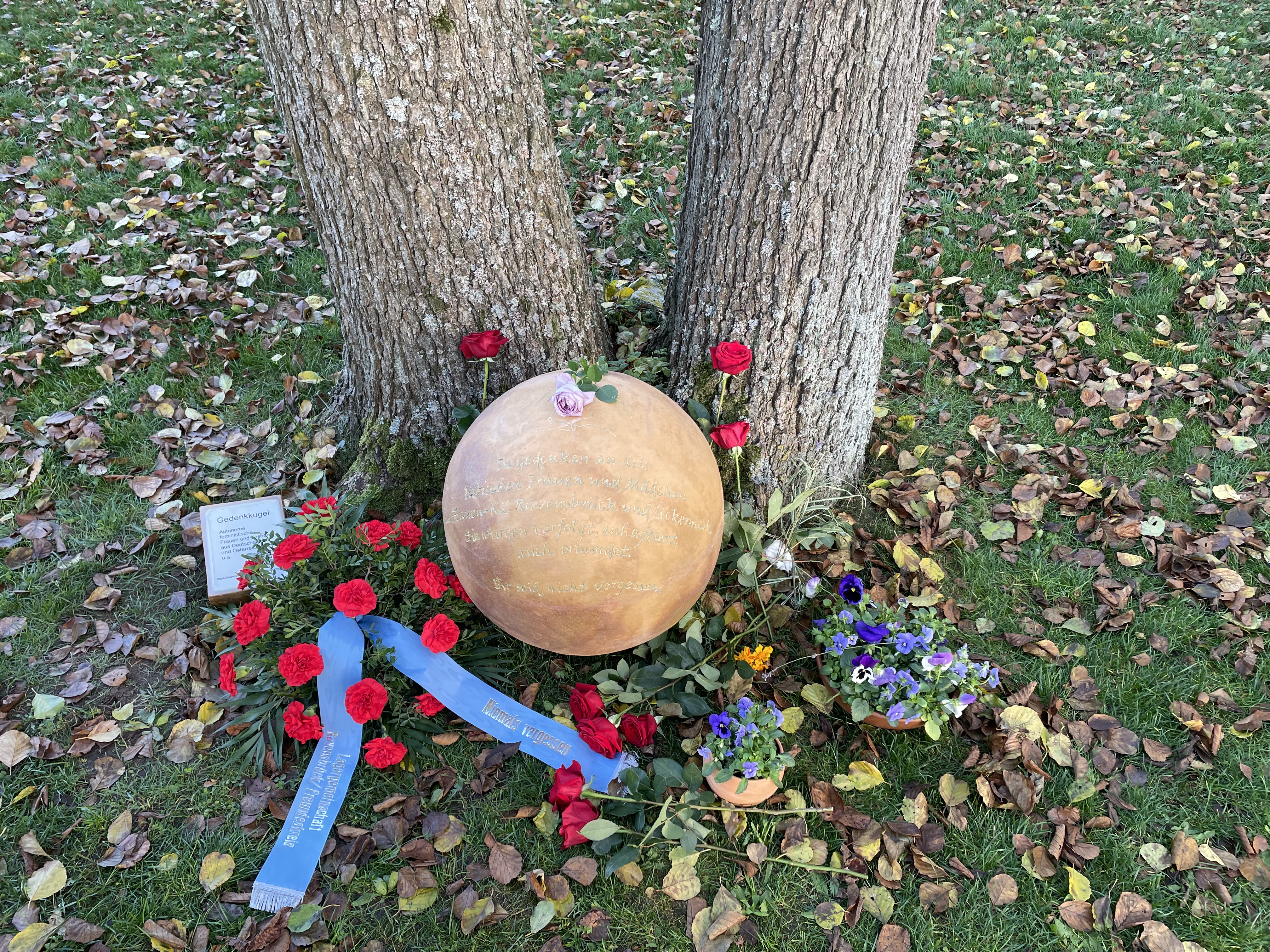
Gedenkkugel im Oktober 2022

## Kontroversen

### Verfolgungsbegriff
Ab 1995 und 2006 wurde im Vorfeld der Errichtung des Denkmals für die im Nationalsozialismus verfolgten Homosexuellen in Berlin kontrovers über die unterschiedliche Einschätzung einer Verfolgung von Lesben diskutiert. Einige Gegner des Denkmals forderten mehrfach den Nachweis, dass lesbische Frauen im Nationalsozialismus aufgrund ihrer sexuellen Orientierung verfolgt wurden, um eine Einbindung von lesbischen Frauen in das Denkmal zu rechtfertigen.
Die Historikerin Claudia Schoppmann wies darauf hin, dass die vielfältigen Lebenssituationen lesbischer Frauen bisher oft ignoriert wurden, was die Gestaltung einer angemessenen Gedenkkultur erschwert hat. Schoppmann betonte, dass diese Vernachlässigung der Erinnerung an lesbische Frauen dazu geführt hat, dass allein die Verfolgungssituationen homosexueller Männer im Fokus standen. Als Beispiel hierfür führte sie die Ablehnung einer Widmungstafel für lesbische Frauen in der Gedenkstätte Ravensbrück Ende 2012 an. Sie betonte, dass der Verfolgungsbegriff nicht nur auf polizeiliche und justizielle Repression bezogen werden dürfe.

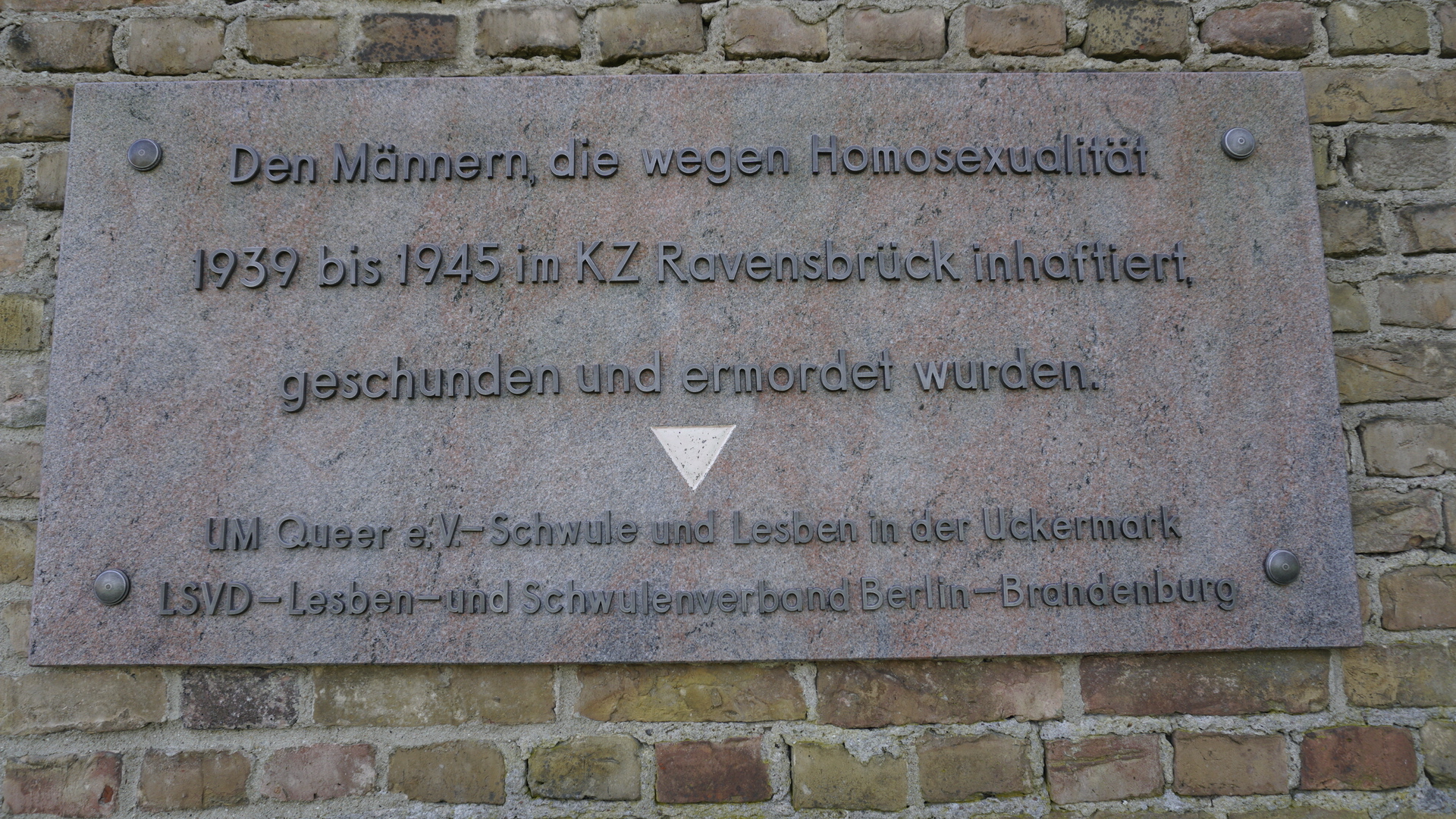
Gedenktafel für die homosexuellen Männer in der Mahn- und Gedenkstätte Ravensbrück

Das Anliegen der Gruppen Schwule und Lesben in der Uckermark (UM Queer), des Lesbenarchivs Spinnboden und des LSVD Berlin-Brandenburg mit einer Gedenktafel an lesbische Frauen zu erinnern, die von den Nationalsozialisten als „Asoziale“ verfolgt wurden, ist gescheitert. Die Stiftung Brandenburgische Gedenkstätten lehnte dieses Vorhaben ab, da eine systematische Verfolgung von lesbischen Frauen durch die Nationalsozialisten nicht nachgewiesen sei. Als Reaktion darauf wurde am 22. April 2012 eine Gedenktafel für homosexuelle Männer im KZ Ravensbrück eingeweiht. Die Kulturhistorikerin Corinna Tomberger betonte in diesem Zusammenhang: „Dass homosexuelle Frauen im KZ nicht dieselbe Verfolgungsgeschichte aufweisen wie homosexuelle Männer, verwehrt ihnen mithin den Status einer eigenständigen Widmungsgruppe – und dies, obwohl die Ravensbrücker Lagerordnung lesbische Kontaktaufnahme unter Häftlingen ebenso unter Strafe stellte wie die Nichtanzeige derselben.“
Die Historikerin Stefanie Schüler-Springorum beschäftigte sich mit der Debatte um den Verfolgungsbegriff, bei der einige schwule Historiker lesbischen Frauen aufgrund des Paragrafen 175 absprachen, Opfer in der NS-Zeit gewesen zu sein, da dieser Paragraph sich ausschließlich auf männliche Homosexualität bezog:

„Es stimmt, es gab kein Gesetz. Aber lesbische Frauen fielen auf: durch einen eigenwilligen Lebensweg vielleicht, auch bewegten sich manche in der Subkultur der Großstädte und entsprachen so überhaupt nicht dem Frauenbild der Nationalsozialisten als heterosexuellen Gefährtinnen und vor allem als Mütter. Daher konnten sie durchaus in die Mühlen der NS-Verfolgung geraten, vor allem in der Gruppe der sogenannten ‚Asozialen‘. Heute ist es für die lesbische Community wichtig, ihrer zu gedenken.“

Die Forschung von Laurie Marhoefer zur Biografie von Ilse Totzke zeigte auf, dass es verschiedene Faktoren gab, die zu ihrer Verhaftung führten und denen lesbische Frauen sowie queere Personen in dieser Zeit ausgesetzt waren. Zum Beispiel wurden diese von ihren Nachbarn denunziert oder gerieten aufgrund von vorherrschenden Rollenbildern oder abweichendem Auftreten ins Visier der Gestapo. Darüber hinaus konnten sie in ein Konzentrationslager eingewiesen werden, wenn sie Kontakt zu Juden hatten, selbst jüdisch waren, zur Gruppe der Sintizze und Romnja gehörten, staatsfeindliche Aussagen tätigten oder kommunistische Positionen vertraten. Marhoefer kritisierte, dass die Erbringung eines sogenannten Verfolgungsbeweises „die komplexe Art und Weise verschleiern, in der zeitgenössische schwulen- und transfeindliche Gefühle in Gesellschaften fortbestehen, die die explizite rechtliche Verfolgung abgeschafft haben.“
Birgit Bosold und die Historikerin Anna Hájková betonen in ihren Arbeiten, dass der Begriff der Verfolgung nicht ausschließlich auf einen klar abgrenzbaren juristischen Tatbestand reduziert werden kann. Dies gilt sowohl für lesbische Frauen als auch für schwule Männer sowie für andere Minderheiten, die aus sozialen Gründen verfolgt wurden. Anna Hájková unterstrich: „Die häufige Auslassung der anderen Verhaftungsumstände bei Männern könnte, wie ich vermute, eine geschichtspolitische Funktion haben: die vorgestellte Schicksalsgemeinschaft der männlichen §175-Opfer. Patriarchale Strukturen in der Geschichtswissenschaft tragen dazu bei, die Forschung zu queeren Frauen in Nationalsozialismus und Holocaust zu marginalisieren. Für die lesbischen Opfer bedeutet das, dass bis heute um ihr Gedenken gekämpft wird.“
Im März 2021 warnte der Historiker Alexander Zinn in einem Streitgespräch mit Lutz van Dijk in der Berliner Zeitung vor einer „falschen Verklärung in der Erinnerung an zur NS-Zeit verfolgte Homosexuelle“. Van Dijk wies hingegen darauf hin, dass es eine „Hierarchisierung der Opfergruppen, bei der Homosexuelle wie damals am Ende stehen“ gegeben hat und es darum gehe, „NS-Definitionen von Verfolgung zu demaskieren.“ Zinn vertrat seine Position zum Verfolgungsbegriff bezüglich lesbischer Frauen auch in seiner Funktion als Vertreter des LSVD Berlin-Brandenburg im Beirat Stiftung Brandenburgische Gedenkstätten: „Ein Denkmal für lesbische Frauen, ja, aber nur, wenn man eine Inschrift hat, die keine Verfolgung unterstellt.“
Im Jahr 2020 beauftragten die Stiftung Brandenburgische Gedenkstätten und die Bundesstiftung Magnus Hirschfeld den Historiker Martin Lücke von der Freien Universität Berlin mit einem Gutachten, das sich mit dem Schicksal lesbischer Frauen in Ravensbrück auseinandersetzen und den Begriff der Verfolgung einer kritischen Analyse unterziehen sollte. Nach dem Gutachten sah die Fachkommission der Stiftung „den Nachweis der Verfolgung lesbischer Frauen innerhalb als auch außerhalb des Konzentrationslagers als erbracht an.“

### Inschriften
Im Laufe der Jahre wurden insgesamt vier verschiedene Gedenkkugeln hergestellt, die jeweils unterschiedliche Inschriften trugen. Diese Änderungen wurden aufgrund von Debatten zwischen verschiedenen Mitgliedern des Beirats der Stiftung Brandenburgischer Gedenkstätten und der Initiative vorgenommen, die eine selbstbestimmte Gestaltung forderte.

#### Erste und zweite Gedenkkugel
Die erste Gedenkkugel wurde 2015 gefertigt, ihre Inschrift lautete: „In Gedenken und zur Sichtbarmachung der lesbischen Frauen und Mädchen im FKL Ravensbrück und Uckermark. Sie wurden als Verrückte, Widerständige, Asoziale und aus anderen Gründen verfolgt und ermordet.“ Dieses Gedenkzeichen befindet sich als Dauerleihgabe im Spinnboden Lesbenarchiv in Berlin.
Im gleichen Jahr wurde eine zweite Kugel mit der Inschrift: „In Gedenken an die verfolgten und ermordeten lesbischen Frauen und Mädchen. Ihr seid nicht vergessen.“ gefertigt. Beide Gedenkzeichen unterscheiden sich in ihrer Textgestaltung und der grafischen Darstellung der eingearbeiteten Hände. Ebenfalls als Dauerleihgabe ist die zweite Gedenkkugel im Schwulen Museum Berlin ausgestellt.

#### Dritte Gedenkkugel
Die aktualisierte dritte Inschrift von 2018 lautete: „In Gedenken aller lesbischen Frauen und Mädchen im Frauen-KZ Ravensbrück und Uckermark. Lesbische Frauen galten als ‚entartet‘ und wurden als ‚asozial‘, als widerständig und ver-rückt und aus anderen Gründen verfolgt und ermordet. Ihr seid nicht vergessen!“

#### Vierte Gedenkkugel
Die Inschrift der Gedenkkugel, die am 30. Oktober 2022 offiziell in den Gedenkort eingebracht wurde, lautet: „In Gedenken aller lesbischen Frauen und Mädchen im Frauen-KZ Ravensbrück und Uckermark. Sie wurden verfolgt, inhaftiert, auch ermordet. Ihr seid nicht vergessen.“ Vom 1. Mai 2022 bis zum 30. Oktober wurde ein Interimsgedenkzeichen in Form einer Glasscheibe eingesetzt, da die finale Gedenkkugel während des Herstellungsprozesses zerbrach. Die Glasscheibe enthielt die Inschrift, die auch auf dem Gedenkzeichen zu lesen ist. Die grafische Darstellung der Hände, die ein Dreieck bilden, ist oberhalb des Textes eingearbeitet.

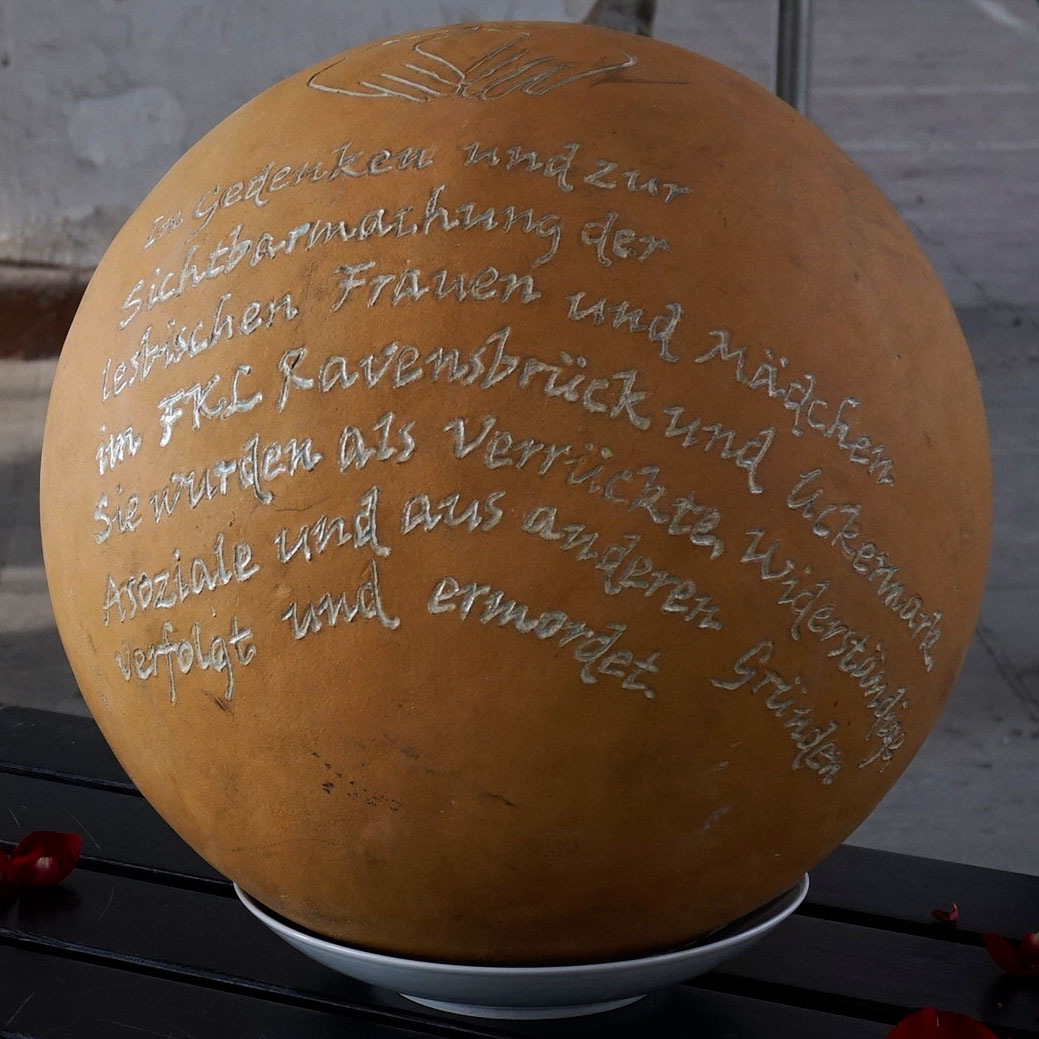
Erste Gedenkkugel aus dem Jahr 2015
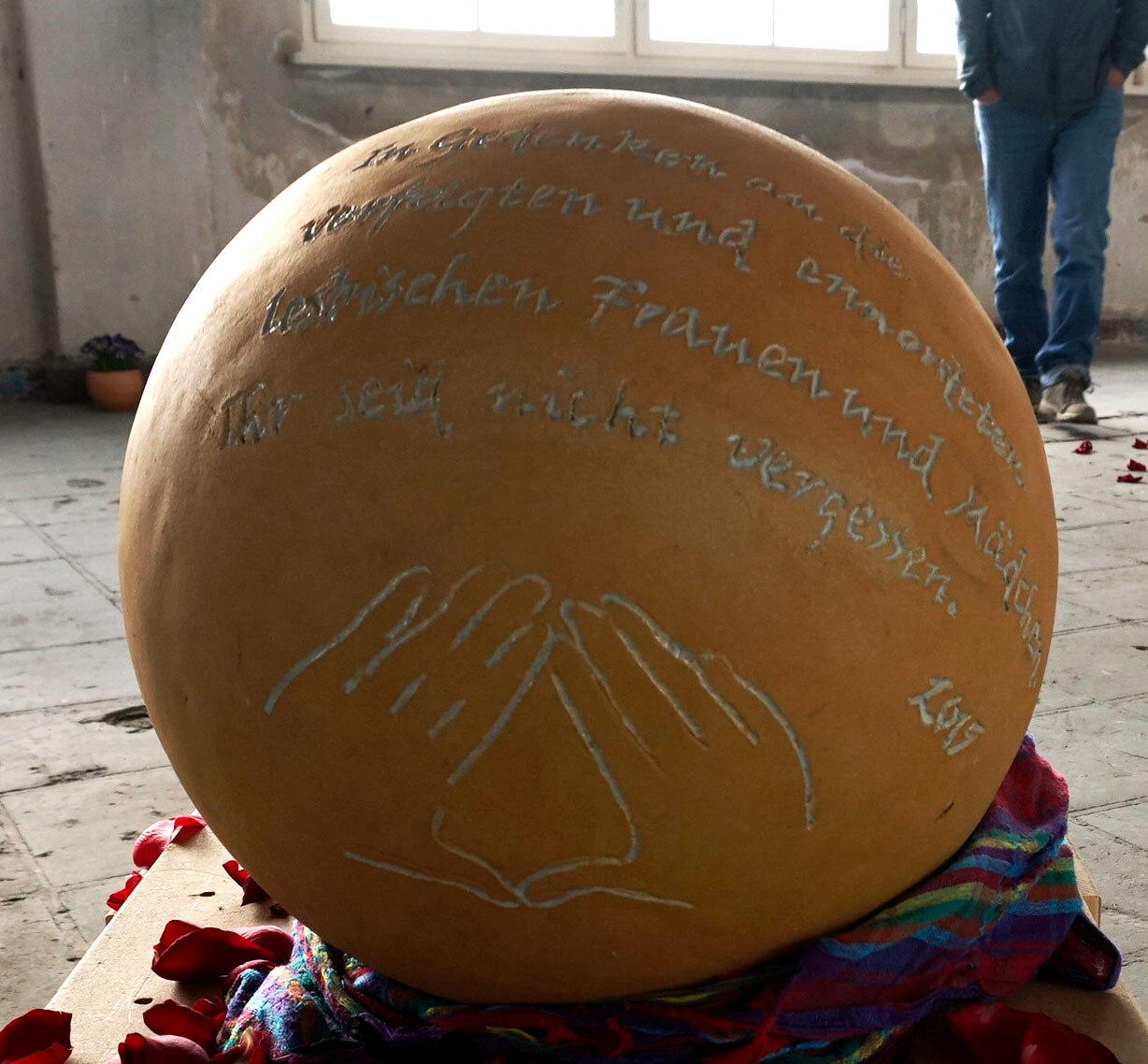
Zweite Gedenkkugel aus dem Jahr 2015
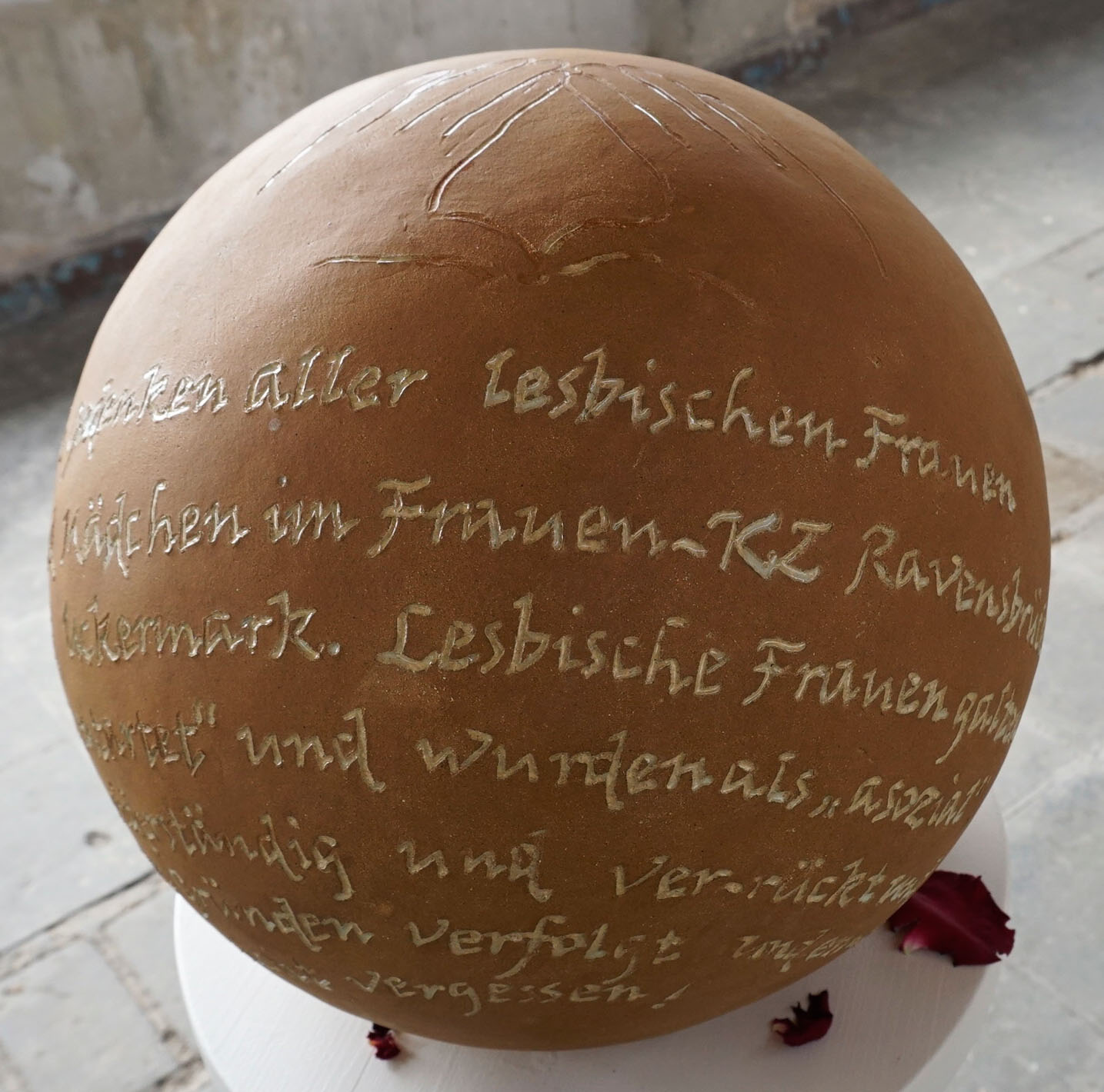
Dritte Gedenkkugel aus dem Jahr 2018
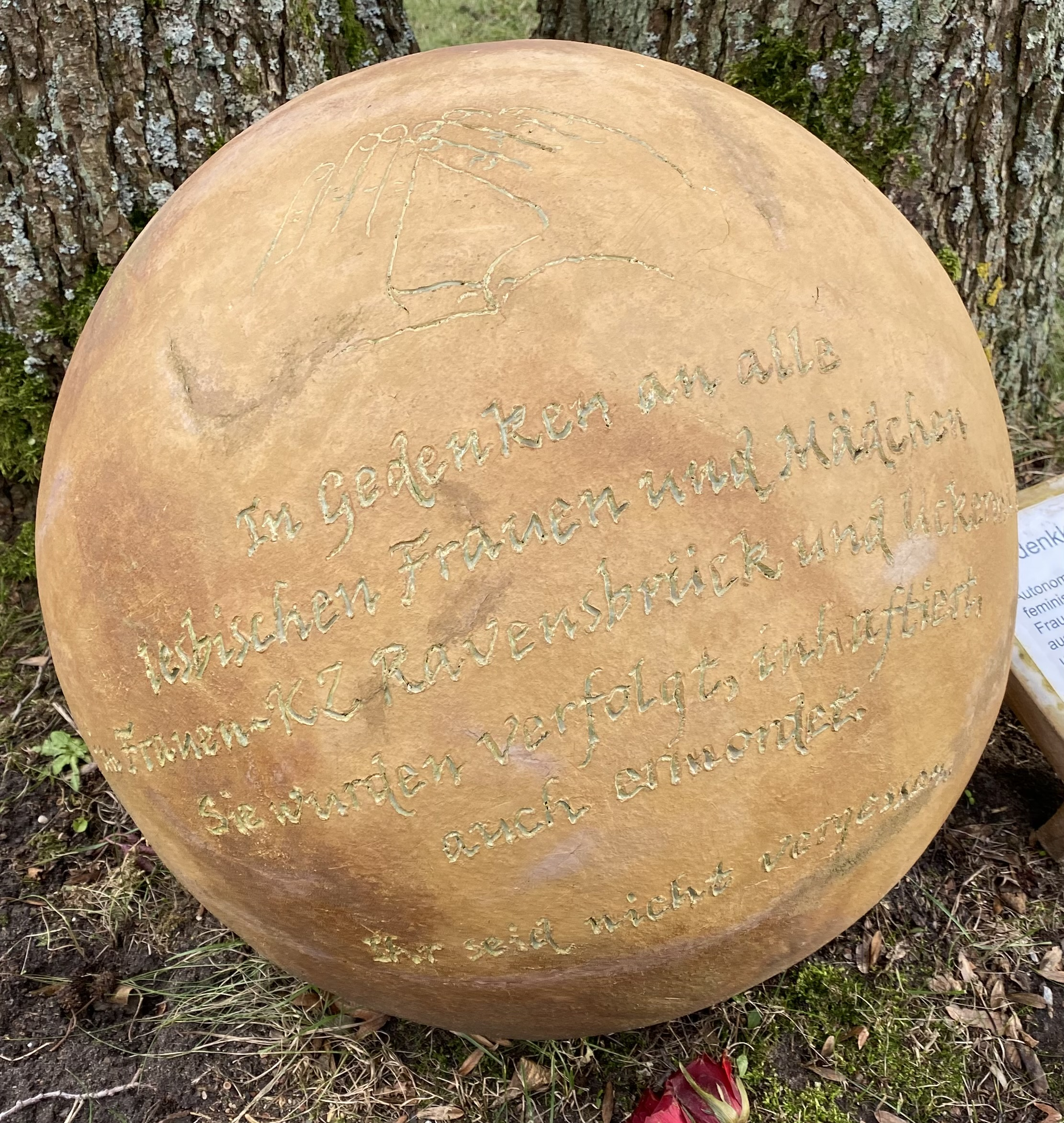
Vierte Gedenkkugel aus dem Jahr 2022

## Lesbische KZ-Häftlinge in Ravensbrück (Auswahl)
- Waltraud Hock
- Nadine Hwang
- Suzanne Leclézio
- Irene Miller
- Mary Pünjer
- Margarete Rosenberg
- Henny Schermann
- Elli Smula
- Ilse Totzke

## Filme
- Warum wir so gefährlich waren. geschichten eines inoffiziellen gedenkens. Dokumentarfilm von Songül Bitiş, Samira Mahmud, Anja Müller und Marie Schlingmann, 2006
- Verbotene Liebe – Queere Opfer der NS-Diktatur. Dokumentarfilm von Sebastian Scherrer, ZDF Mediathek, ab 16. Januar 2024 (der Film befasst sich auch mit der Gedenkkugel Ravensbrück)